# 미하일 프셀로스

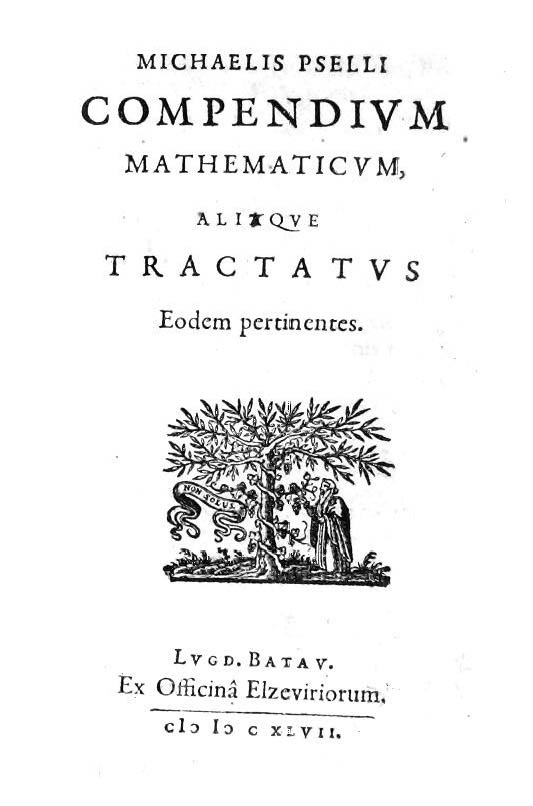
Compendium mathematicum, 1647

미하일 프셀로스(그리스어: Μιχαήλ Ψελλός, 1017년 또는 1018년 - 1078년 이후)은 비잔티움 제국의 작가이자, 정치가, 학자, 역사가였다. 그의 기록은 비잔티움 제국의 역사를 알 수 있는 귀중한 사료로 인정된다.

## 생애
프셀루스는 콘스탄티노폴리스의 점잖은 중산층 가문에서 태어나 요한네스 마우로푸스 수하에서 교육받았으며 나중에 황제가 되는 콘스탄티누스 두카스, 콘스탄티노폴리스 총대주교가 되는 요한네스 크시필리누스와 친분을 쌓았다. 그는 뛰어난 지성과 학문으로 곧 황궁에 들어가서 일했으며 콘스탄티누스 모노마쿠스 황제때부터 정치에 관여하기 시작하였는데 당시 황제가 세운 콘스탄티노폴리스 대학교의 수석철학자의 지위에 올랐다.
모노마쿠스 황제의 통치 말기에 그는 잠시 공직을 떠났는데 황제가 죽자 다시 수도로 복귀하였다. 여제 테오도라 시기부터는 적극적으로 정치에 관여하여 막후 실력자가 되었다. 그는 미카엘 6세, 이사키우스 1세, 콘스탄티누스 10세에 이르기까지 황제의 최측근 조언자로 황궁에서 일했고 로마누스 4세와 미카엘 7세 때에도 다시 활약했다. 특히 미카엘 7세는 황제가 되기 전에 그의 제자였으며 황제로 즉위할 때 프셀루스가 상당 부분 관여하였다.
프셀루스는 문민관료의 이익을 위해 노력했고 상대적으로 군사귀족을 제한하는 데 앞장섰다. 미카엘 7세의 치세 중반 이후에는 점차 궁정에서 영향력을 잃었고 1078년 미카엘 7세가 실각한 이후 사망한 것으로 보인다.

## 저작
그의 가장 중요한 저작은 불가르족의 학살자 바실리우스 치세부터 시작하여 미카엘 7세까지 14대의 황제와 황후를 거치는 비잔티움 제국의 역사를 기술한 《연대기》(Chronographia)이다. 이 책은 다른 중세의 역사기록과는 달리 사건이나 전쟁의 기술보다는 인물의 성격이나 외모를 더욱 생생히 묘사한 것이 특징이다. 또한 프셀루스 자신이 직접 관여한 궁정의 일이나 사건에 대한 자세한 기록을 직접 기술한 기록으로 귀중한 가치를 지닌다.
그외에도 그는 천문학, 철학, 종교 등 다방면의 저서를 많이 남겼다.